# Dareizé
Dareizé är en kommun i departementet Rhône i regionen Auvergne-Rhône-Alpes i östra Frankrike. Kommunen ligger i kantonen Tarare som tillhör arrondissementet Villefranche-sur-Saône. År 2018 hade Dareizé 550 invånare.

## Befolkningsutveckling
Antalet invånare i kommunen Dareizé
| Referens: INSEE |